# Gebhard von Mansfeld

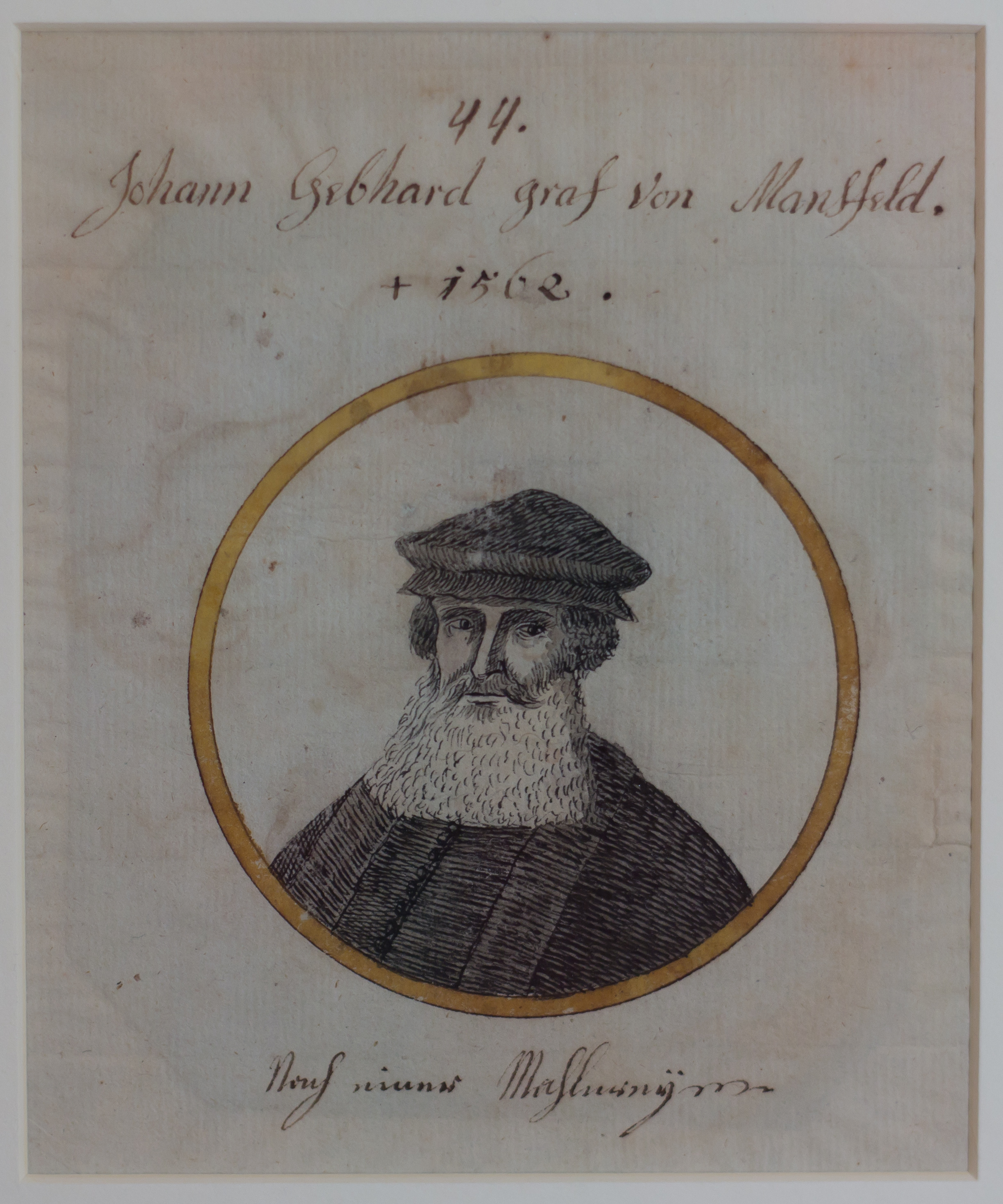
Johann Gebhard von Mansfeld als Erzbischof und Kurfürst. Tuschezeichnung von Joseph Michael Laporterie, um 1800. Kölnisches Stadtmuseum, Sammlung Merle

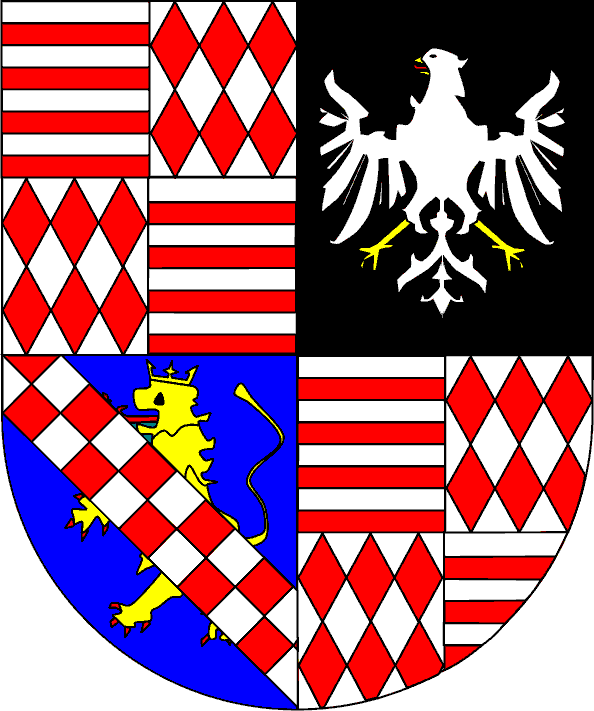
Wappen der Grafen von Mansfeld seit 1481

Graf Johann Gebhard von Mansfeld (* 1524; † 2. November 1562 in Brühl) war von 1558 bis 1562 Erzbischof und Kurfürst von Köln.

## Frühe Jahre
Johann Gebhard aus dem Haus der Grafen von Mansfeld wurde als 18. Kind des Grafen Ernst II. von Mansfeld zu Vorderort und dessen zweiter Ehefrau Dorothea zu Solms-Lich geboren. Er hatte insgesamt einundzwanzig Geschwister, darunter den späteren spanischen Statthalter in Luxemburg und den Niederlanden, Fürst Peter Ernst I. von Mansfeld. Diese große Kinderzahl stellte die Familie vor Versorgungsprobleme.
Bereits 1538 erhielt er eine Präbende am Kölner Domkapitel. Daneben übte er das Amt des Propstes aus am Gereon-Stift in Köln und am Servatius-Stift in Maastricht. Seit 1541 gehörte er dem Kölner Domkapitel an. Im Jahr 1547 wurde er Chorbischof und 1548 wurde er Subdekan des Domkapitels.
Sein Einkommen aus den Pfründen reichte nicht aus, um sein ausschweifendes Leben zu finanzieren. Er unterhielt zudem eine öffentlich bekannte Beziehung zu seiner Geliebten Katharina („Tringin“) Jabach. An dieser hielt er auch als Erzbischof fest.

## Erzbischof von Köln
Am 26. Juli 1558 wurde er zum Erzbischof von Köln gewählt. Die Hintergründe sind unklar und in der Forschung umstritten. Unklar ist auch, ob seine Wahl knapp ausfiel, wie Johann Ulrich Zasius behauptete. Er selbst gab gegenüber Ferdinand I. eine klare Abstimmung an.
Seine Wahl fand nicht bei allen Klerikern der Diözese Wohlwollen, so versuchte der angesehene Johannes Gropper, Propst zu Bonn und gerade zum Kardinal ernannt, bei Papst Paul IV. gegen die Wahl zu intervenieren. Daher kam es auch erst am 31. Januar 1560 zur päpstlichen Bestätigung. Es folgte die Verleihung der weltlichen Regalien (Kurköln) durch den Kaiser. Dies brachte Johann Gebhardt dringend benötigte Einkünfte ein.
Auch als Erzbischof nahm er seine Mätresse mit sich und bemühte sich um eine Versorgung seiner Kinder, welchen er u. a. Grundbesitz innerhalb der Stadt Köln erwarb. Bereits vor der Besteigung des Kölner Erzstuhls war Mansfeld, der niemals die Weihen erhielt, persönlich verschuldet. Wenig Erfolg hatte er auch bei der Sanierung der Finanzen des Erzbistums und beim Abbau der von seinen Vorgängern aufgehäuften Schulden. Er hatte bei seiner Wahl zwar zugesichert, die Schulden seiner Vorgänger zu übernehmen, hat diese aber selbst durch Kredite von wenig seriösen Geldgebern noch vermehrt. Allein in seinen ersten beiden Amtsjahren nahm er 170.000 Gulden weitere Schulden auf. Mit den Landständen hatte er ständig wegen zusätzlicher Steuermittel zu verhandeln. Die erzbischöfliche Geldnot ging so weit, dass seine Untergebenen beim Kurfürstentag von 1562 8000 Gulden aus der Reichskasse entwendeten, um gerade anstehende Schulden begleichen zu können. Der Erzbischof bat das Domkapitel, ihm das Geld für die Rückzahlung zu leihen, was dieses verweigerte.
War er auch in der Finanzpolitik gescheitert, hat er insgesamt eine durchaus zielstrebige Politik betrieben. So bemühte er sich energisch um den Verbleib des Suffraganbistum Utrecht bei der Kirchenprovinz Köln. Dies gelang nicht, da Utrecht im Zuge einer Neuordnung der Diözesen in den Spanischen Niederlanden selbst zur Erzdiözese wurde. Bei der bevorstehenden Wahl Maximilians II. zum König teilte Johann Gebhard die Bedenken, die die katholische Haltung des Bewerbers in Zweifel zogen. Nach einem Abwägungsprozess entschied sich der Erzbischof aus realpolitischen Erwägungen für die Wahl Maximilians. So hoffte er eine weitere Stärkung der protestantischen Kräfte im Reich zu verhindern.
Er stand klar auf der katholischen Seite und hatte sich noch vor seiner Wahl gegen protestantische Tendenzen in Köln ausgesprochen. Er erließ eine neue Hof- und Kanzleiordnung. Diese sah vor, dass alle Hofangehörige an der Heiligen Messe und katholischen Predigten teilnehmen mussten. Die Hofordnung war darüber hinaus ein Teil eines institutionellen Reformprozesses in Richtung einer modernen Staatlichkeit. Die Bemühungen von Johann Gebhard ging dabei deutlich weiter als die Maßnahmen seiner Vorgänger. Dazu gehörte auch eine Bestandsaufnahme des Gerichtswesens.
Er erließ 1559 eine neue Bergordnung. Zwar galt diese für den gesamten Kurstaat, hatte aber vor allem die Förderung des Bergbaus im kurkölnischen Herzogtum Westfalen zum Ziel. Sie orientierte sich an sächsischen und böhmischen Vorbildern und befand sich auf der Höhe ihrer Zeit. Der Kurfürst hatte am Aufschwung des Bergbaus erhebliches fiskalisches Interesse. Mit seiner Unterstützung hat seine Mansfelder Verwandtschaft den Bergbau in dieser Gegend zeitweise fast völlig kontrolliert. Langfristige Lieferverträge sollten Blei in großen Mengen für die Mansfelder Saigerhütten liefern. Diese Ziele konnten indes nicht erreicht werden und die Mansfelder mussten 1560 den Saigerhandel aufgegeben und die Grafschaft kam unter Sequester. Durchaus erfolgreich agierte Johann Gebhard im seit Jahrhunderten andauernden Grenzstreit mit der Grafschaft Waldeck und dem Hochstift Paderborn um den Assinghauser Grund und den Besitz von Bleiwäsche. Beide Konflikte konnte er beilegen.
Seine Neuerungen, insbesondere die Hofordnung, die bisherige Vorrechte des Domkapitels beschnitt, führte zu dessen Widerstand. In der Stadt Köln agitierten die Jesuiten mit Blick auf seine Konkubine Katharina Jabach erfolgreich gegen ihn. Am Ende war er völlig isoliert. Wegen der bevorstehenden Königswahl hatte nur noch der Wahlkandidat ein gewisses Interesse an seiner Stimme.
Johann Gebhard verstarb am 2. November 1562 in Brühl, kurz vor der Wahl Maximilians II. zum römisch-deutschen König, an der er als einer der Kurfürsten in Frankfurt hätte teilnehmen müssen. Da er gemäß der Goldenen Bulle auch die in Aachen vorzunehmende Krönung hätte durchführen müssen, wurde auf die weite Reise nach Aachen verzichtet und Maximilian am 24. November in Frankfurt durch den örtlichen Erzbischof, also den Mainzer Erzbischof, gekrönt. Durch Gebhards plötzlichen Tod wurde die Tradition begründet, Kaiserkrönungen in Frankfurt durchzuführen, wodurch der Aachener Pfalzkapelle dieses Privileg verloren ging.
Wegen des Geldmangels wurde er ohne Grabmal im Kölner Dom zwischen seinen beiden Vorgängern beigesetzt.